# Eusebio Subero
Eusebio Subero y Díaz (Calahorra, 21 de junio de 1833-Teruel, 21 de junio de 1894) fue un compositor y maestro de capilla español.

## Vida
Nació en Calahorra, La Rioja, el 21 de junio de 1833, hijo de Manuel y María, una familia de modestos artesanos. Se formó musicalmente como infante del coro de música de la Catedral de Calahorra, para estudiar posteriormente Gramática latina, Filosofía y Teología en el seminario conciliar. En 1856 se le nombró presbítero. Pasaría posteriormente a Madrid, donde fue discípulo de Hilarión Eslava, del que tomaría su estilo, en el Conservatorio. Allí estudió armonía y composición.
Tras finalizar sus estudios ganó las oposiciones de organista en la iglesia de Santiago de Calahorra, aunque Muneta Martínez de Morentin afirma que fue en la desaparecida iglesia de Santiago de Teruel.
De allí pasó en 1865 al magisterio de la Catedral de Teruel, cargo que estaba unido al de organista, y comenzó a componer algunas piezas de música sacra. En 1881 fue nombrado organista primero, permaneciendo en ambos cargos hasta su fallecimiento.
Falleció en Teruel, en el cargo, el 21 de junio de 1894.

## Obra
Compuso más de un centenar de estas obras religiosas, la mayoría de las cuales se conservan en los archivos catedralicios. De ellas, destaca una Misa de difuntos, para gran orquesta y un pequeño coro. También fue autor de la zarzuela Mi gozo en un pozo.